# 土尔扈特卫拉特语
土尔扈特卫拉特语是卫拉特语一种方言，分布在新疆、蒙古西部和俄罗斯卡尔梅克共和国东部（在当地是书面卡尔梅克语的基础:229），因此它的使用者是所有卫拉特语方言中最多的。:398它也比中国任何其他卫拉特语方言有更多的研究。

## 分布
土尔扈特方言分布在俄罗斯卡尔梅克共和国东部、:148蒙古科布多省布尔干县、:3以及中国新疆自治区西北3个互相分离的地区。:141学者彻辰巴托尔等给出了一张详尽的新疆卫拉特(许多时候是土尔扈特)话使用地点表，同样包含新疆西北一些地区：塔城地区巴音郭楞蒙古族自治州和博尔塔拉蒙古自治州等自治州、和布克赛尔蒙古自治县和额敏县等县和乌苏市；伊犁哈萨克自治州库里雅县、特克斯县和尼勒克县；阿勒泰地区、哈密市、昌吉回族自治州等自治区和新疆首府乌鲁木齐。在某种程度上，这个分布可以和土尔扈特部落作为四卫拉特部族聯盟的四個重要成員之一的历史相互印证。:210

## 语法

### 音系
土尔扈特方言的元音音素有/a, o, u/和/e, i, ɵ, y, æ/，还可能有元音长度的对立。当出现在一个词的第一个音节中时，这些元音会决定元音和谐的类型，如书写蒙古语talbiγun、喀尔喀蒙古语⟨talbiun⟩，但土尔扈特[tælbyː]“广”。然而/i/、/iː/和/æː/若不在首音节会是不固定的。/oː/、/ɵː/和/eː/永不出现在第一个音节以外的地方。 辅音系统有/m, n, nʲ, ŋ, b, t, d, k g ts, tʃ, dʒ, s, z, ʃ, x, l, lʲ, r, j/。

### 名词化系统
大多数复数形式同共同蒙古语，-mu:d同一般卫拉特语，但-sud:412-413看上去有点奇怪。格系统同标准卫拉特语与缺少向格且保持老共格的共同蒙古语不同，更保守。宾格一直都是-g，而不是-i，与中古蒙古语和内蒙古方言不同、和喀尔喀蒙古语相同。反身所有格保持-n，即-aan。
代词形式与喀尔喀蒙古语差别不显著。人称代词词干是nam-~nan-，紧邻标准蒙古语第一人称复数同样有个ma-的变体，名词化后是madan、madnu:s(均名词化)；第三人称宾格单数非常独特，是基于规则词干yy/n-(近指，远指是tyy/n-)，因而变形为yyg，比较书面蒙古语⟨egün-i⟩、标准喀尔喀⟨üünijg⟩。:70-72

### 动词化系统
老派的-su:~-s在卫拉特语中保持，而新派的-ja(至少在新疆土尔扈特话中存在)倾向于指示复数主语。:75如其他所有卫拉特语方言，动副词-xla::422相当普遍。如阿拉善方言以外的所有卫拉特方言, 助词和限定动词后缀可因第一第二人称和数而屈折；在现在时，这些词形变化后加语气助词。:423-424另外，敬体的形式在不能清楚界定的程度上更接近蒙古语形式。

## 阅读更多
- Birtalan, Ágnes (2003): Oirat. In: Janhunen 2003: 210-228.
- Bläsing, Uwe (2003): Kalmuck. In:  Janhunen 2003: 229-247.
- Bulaγ-a (2005): Oyirad ayalγu-yin sudulul. Ürümči: Sinǰiyang-un arad-un keblel-ün qoriy-a.
- Coloo, Ž. (1965): Zahčny aman ajalguu. Ulaanbaatar: ŠUA.
- Coloo, Ž. (1988): BNMAU dah’ mongol helnij nutgijn ajalguuny tol’ bichig: ojrd ajalguu. Ulaanbaatar: ŠUA.
- 楊虎嫩 (ed.) (2003): The Mongolic languages. London: Routledge.
- Sečenbaγatur, Qasgerel, Tuyaγ-a, B. ǰirannige, U Ying ǰe (2005): Mongγul kelen-ü nutuγ-un ayalγun-u sinǰilel-ün uduridqal. Kökeqota: Öbür mongγul-un arad-un keblel-ün qoriy-a.
- Svantesson, Jan-Olof, Anna Tsendina, Anastasia Karlsson, Vivan Franzén (2005): The Phonology of Mongolian. New York: Oxford University Press.